# Institut Grand-ducal
Pour les articles homonymes, voir IGD.
L'Institut Grand-ducal (IGD) est l'Académie du Grand-duché de Luxembourg ; il a son siège dans la ville de Luxembourg.
L'Institut Grand-ducal, dont le nom s'inspire de celui de l'Institut de France, a six sections dédiées chacune à un champ de recherche.

## Histoire
L'Institut Grand-ducal a été fondé le 24 octobre 1868 par la réunion de trois sociétés savantes : 
1. la Société archéologique (fondée en 1845 sous le nom de Société pour la recherche et la conservation des monuments historiques du Pays...)
2. la Société des sciences naturelles
3. la Société des sciences médicales

qui en ont formé les premières sections.
Par la suite elle s'est adjoint d'autres sections.

## Structure
L'Institut Grand-ducal est constitué actuellement de six sections :
- Section des sciences historiques, souvent simplement appelée « Section historique »; il s'agit bien de l'ancienne Société archéologique (cf ci-dessus).
- Section des sciences naturelles, physiques et mathématiques.
- Section des sciences médicales.
- Section de linguistique, d'ethnologie et d'onomastique; auparavant « Section de linguistique, de folklore et de toponymie »; fondée en 1935.
- Section des arts et lettres; fondée en 1962.
- Section des sciences morales et politiques, fondée en 1966.

Les différentes sections comportent des membres « effectifs », des membres « correspondants » (ou « agrégés ») et des membres « d'honneur ».

## Littérature
- Joseph Goedert, De la Société archéologique à la Section historique de l'Institut grand-ducal - Tendances, méthodes et résultats du travail historique de 1845 à 1985 ; Publications de la Section historique (PSH) de l'Institut grand-ducal; vol. CI, Luxembourg, 1987, 540 p.
- Organisation de l'Institut grand-ducal ; in: Actes de la Section des Sciences morales et politiques ; vol. XIII, Luxembourg, 2010, p. 429-457